# Mermessus solitus
Mermessus solitus là một loài nhện trong họ Linyphiidae.
Loài này thuộc chi Mermessus. Mermessus solitus được Alfred Frank Millidge miêu tả năm 1987.